# Alois Kothgasser

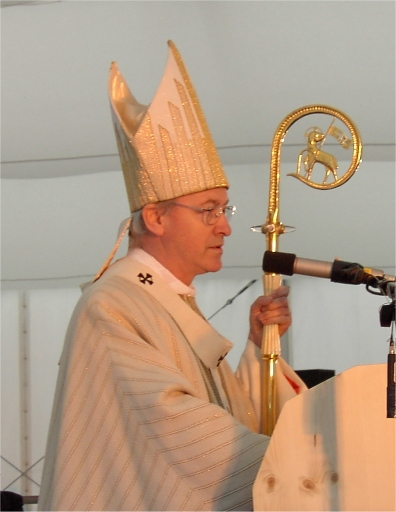
Alois Kothgasser als Erzbischof von Salzburg (2004)

Alois Kothgasser SDB (* 29. Mai 1937 in Lichtenegg, Bezirk Feldbach, Steiermark; † 22. Februar 2024 in Salzburg) war von 2003 bis 2013 Erzbischof von Salzburg.

## Leben
Nach der Matura am Don Bosco Gymnasium Unterwaltersdorf der Salesianer Don Boscos in Niederösterreich trat Alois Kothgasser 1955 in die Ordensgemeinschaft der Salesianer Don Boscos ein. Nach einer dreijährigen Tätigkeit als Erzieher in Unterwaltersdorf und Klagenfurt begann er das Theologiestudium in Turin-Crocetta am Päpstlichen Athenaeum der Salesianer, von 1940 bis 1965 Sitz der theologischen Fakultät des Ordens. Am 9. Februar 1964 empfing Kothgasser in Turin das Sakrament der Priesterweihe. Er schloss ein Doktoratsstudium an der Päpstlichen Universität der Salesianer in Rom an, das er mit der Dissertation „Dogmenentwicklung und die Funktion des Geist-Parakleten nach den Aussagen des Zweiten Vatikanischen Konzils“ beendete.
Von 1968 bis 1978 wirkte er als Dozent für Dogmatik (Schwerpunkt Theologische Anthropologie) und Theologiegeschichte in Rom. Weiters arbeitete er ab 1978 zwei Jahre lang als außerordentlicher Professor an der Päpstlichen Universität der Salesianer, wo er auch als Leiter des Instituts für Salesianische Spiritualität fungierte. Zunächst auch als Gastprofessor für Dogmatik an der Philosophisch-Theologische Hochschule Benediktbeuern wirkend, hatte er dafür von 1982 bis 1997 eine ordentliche Professur in Benediktbeuern inne. Zweimal, von 1982 bis 1988 sowie von 1994 bis 1997, war er dort Rektor.
Am 10. Oktober 1997 wurde er für die Diözese Innsbruck als Nachfolger Reinhold Stechers zum dritten Bischof von Innsbruck ernannt, am 23. November 1997 empfing er die Bischofsweihe durch seinen Vorgänger. Mitkonsekratoren waren der Bischof von Graz-Seckau, Johann Weber, und der Bischof von Bozen-Brixen, Wilhelm Egger.
Am 23. November 2002 wurde Alois Kothgasser als Nachfolger Georg Eders zum neuen Erzbischof von Salzburg gewählt. Die Amtsübernahme erfolgte am 10. Januar 2003. Alois Kothgasser war somit der 90. Bischof von Salzburg, der 89. Nachfolger des heiligen Rupertus und der 78. Erzbischof sowie Metropolit der Kirchenprovinz Salzburg, zu der die Diözesen Gurk, Graz-Seckau, Innsbruck und Feldkirch gehören. Zudem hatte er die Ehrentitel eines ständigen Legaten des Papstes (Legatus natus) und eines Primas Germaniae inne.
Kothgasser war ab 2002 Mitglied der St. Gallen Gruppe (lt. dem in der Gruppe führenden Kardinal Danneels intern "St. Gallen Mafia" genannt) dabei, deren Mitgliedern wesentlich auf die Wahl von Papst Franziskus hingearbeitet haben sollen. 
Seit 2001 ist Kothgasser Ehrenmitglied der KÖStV Teutonia Innsbruck im Mittelschüler-Kartell-Verband sowie Ehrenmitglied der drei Salzburger ÖCV-Verbindungen Rheno-Juvavia, Rupertina und Lodronia.
Am 18. April 2012 wurde bekanntgegeben, dass Erzbischof Kothgasser sein altersbedingtes Rücktrittsgesuch eingereicht habe, wobei er gebeten habe, seine Amtszeit nicht zu verlängern. Am 4. November 2013 nahm Papst Franziskus den Rücktritt von Alois Kothgasser an und ernannte ihn gleichzeitig zum Apostolischen Administrator der Erzdiözese Salzburg.
Als seinen Nachfolger ernannte Papst Franziskus am 18. November 2013 – nach einem Vorschlag des Salzburger Domkapitels – Franz Lackner, der sein Amt am 7. Jänner 2014 antrat.
Am 29. Dezember 2013 wurde Kothgasser in einem feierlichen Gottesdienst von seiner Erzdiözese verabschiedet. Im Anschluss an diese Feier verlieh ihm der Landeshauptmann von Salzburg, Wilfried Haslauer (ÖVP), das Großkreuz des Ehrenzeichens des Landes Salzburg, die höchste Auszeichnung des Bundeslandes.
Die offizielle feierliche Übergabe des Bischofsamtes an Franz Lackner fand am 12. Jänner 2014 im Salzburger Dom statt. An dieser Feier nahmen 4.000 Gläubige teil.
Alois Kothgasser starb am Abend des 22. Februar 2024 in seiner Wohnung im Erzbischöflichen Priesterseminar in Salzburg. Er wurde am 9. März 2024 in der Krypta des Salzburger Doms beigesetzt.

## Wappen und Wahlspruch

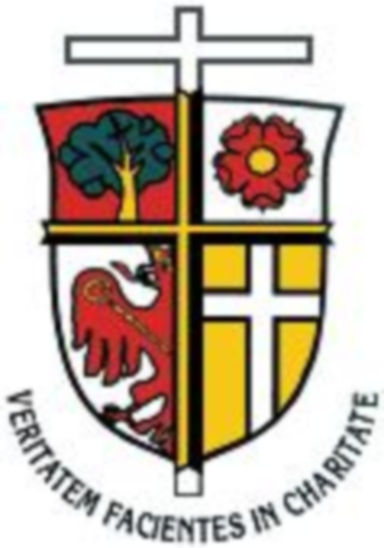
Kothgassers Wappen als Bischof von Innsbruck

Kothgassers Wappen als Erzbischof von Salzburg

### Bischof von Innsbruck
Das Wappen gliederte sich in das Schildhaupt mit dem persönlichen Wappen und in das Hauptfeld mit dem Wappen des Bistums. Das Schildhaupt, gespalten, zeigte vorne im roten Feld einen grünen Laubbaum mit goldenem Stamm goldenen Ästen, was die Zugehörigkeit zur Ordensgemeinschaft der Salesianer Don Boscos symbolisiert. Das hintere weiße (silberne) Feld zeigte eine fünfblättrige rote Rose mit goldenem, abgerundetem Stempel und ist dem Gemeindewappen seines Geburtsortes Sankt Stefan im Rosental entnommen.
Das gespaltene Hauptfeld des Wappens zeigte das Wappen des Bistums Innsbruck, vorne in rot auf weißem (silbernem) Grund den Tiroler Adler und hinten ein weißes (silbernes) Kreuz auf goldenem Grund.
Unten im Halbrund der Wahlspruch VERITATEM FACIENTES IN CHARITATE – Die Wahrheit in Liebe tun.

### Erzbischof von Salzburg
Das gespaltene Hauptfeld des Wappens des Erzbischofs zeigte das Wappen des Erzbistums Salzburg, vorne in Gold einen aufrechten schwarzen, rotbezungten nach rechts gewandten Löwen und hinten in Rot einen weißen Mittelbalken.
Entgegen der vier gleich großen Felder stellte Kothgasser das von ihm geleitete Bistum in den Vordergrund und nahm sein persönliches Wappen zurück.
Als Legatus Natus trug Kothgasser das Legatenpurpur, das dem Kardinalrot gleicht. Sein Wappen zeigte jedoch nur 10 vom Hut herabhängende Quasten, nicht 15 wie bei einem Kardinal.

## Wirken
Dem Thema Schutz des Lebens widmete Erzbischof Kothgasser seinen Fastenhirtenbrief 2005. Er rief dazu auf, sich jenen Gesetzen zu widersetzen, die Abtreibung oder Sterbehilfe legitimieren. Zwar habe sich die Kirche seit Anbeginn zum Gehorsam gegenüber den staatlichen Autoritäten bekannt, gleichzeitig aber verlange sie, dass man Gott mehr gehorchen müsse als den Menschen.
In Gedenken an Kardinal Franz König rief Erzbischof Kothgasser, stellvertretend für die Erzdiözese Salzburg, den Kardinal-König-Kunstpreis ins Leben, der seit dem Jahr 2005 alle zwei Jahre verliehen wird.
In einer Stellungnahme 2009 zum Hexenprozess um die „Hexe“ von Mühldorf 1749/50 verlautete Erzbischof Kothgasser: „Der Justizmord an Maria Pauer, die im letzten Prozess dieser Art auf dem Boden des damaligen Erzstiftes Salzburg als „Hexe“ verurteilt worden ist, stellt ein entsetzliches Verbrechen dar, in welches auch die Kirche von damals nicht nur aufgrund der handelnden Personen hinein verwoben [sic] ist. Es gibt daran nichts zu beschönigen, sondern sich der unmenschlichen geschichtlichen Wirklichkeit zu stellen und Gott und die Menschen um Vergebung für diese Gräueltat zu bitten.“

### Ritterorden vom Heiligen Grab zu Jerusalem
2001 wurde Alois Kothgasser – als Bischof von Innsbruck – von Kardinal-Großmeister Carlo Kardinal Furno zum Großoffizier des Ritterordens vom Heiligen Grab zu Jerusalem ernannt und am 30. Juli 2001 in der Basilica minor Mariä Himmelfahrt in Maria Plain durch Maximilian Fürnsinn CanReg, Großprior der österreichischen Statthalterei, investiert. Der Großmeister des Ritterordens, John Patrick Kardinal Foley, hat Alois Kothgasser 2008 zum Großprior der österreichischen Statthalterei ernannt. 2017 wurde Raimund Schreier OPraem, Abt von Wilten, sein Nachfolger.

## Ehrungen und Auszeichnungen
- Ernennung zum Großoffizier vom Heiligen Grab zu Jerusalem (2001)
- Ehrenzeichen des Landes Tirol (2001)
- Großkreuz des Ehrenzeichens des Landes Salzburg (verliehen am 29. Dezember 2013 durch Landeshauptmann Wilfried Haslauer)
- Goldene Palme von Jerusalem (2017)[21]
- Ehrengroßprior der österreichischen Statthalterei des Ritterordens vom Heiligen Grab zu Jerusalem (2017)[21]
- Silberkreuz der Diözese Žilina, 2018 (slowakisch Strieborný kríž Žilinskej diecézy).[22]

## Schriften
- mit Walter Kasper, Albert Biesinger: Weil Sakramente Zukunft haben: Neue Wege der Initiation in Gemeinden, Matthias-Grünewald-Verlag 2008 (2. Auflage), ISBN 978-3-7867-2711-8
- mit Walter Kasper, Albert Biesinger, Jörn Hauf: Weil Taufe Zukunft gibt – Wegmarken für eine Weiterentwicklung der Taufpastoral, Matthias-Grünewald-Verlag 2011, ISBN 978-3-7867-2903-7
- mit Clemens Sedmak: Jedem Abschied wohnt ein Zauber inne: Von der Kunst des Loslassens, Topos plus 2015, ISBN 978-3-8367-1022-0
- mit Martin Kolozs: Alois Kothgasser: Mein Leben in Stationen. Tyrolia 2020, ISBN 978-3-7022-3837-7